# Alliopsis brunetta
Alliopsis brunetta este o specie de muște din genul Alliopsis, familia Anthomyiidae. A fost descrisă pentru prima dată de Huckett în anul 1929. Conform Catalogue of Life specia Alliopsis brunetta nu are subspecii cunoscute.